# تونة الجبل
قرية تونة الجبل  (بالقبطية: ⲑⲱⲛⲓ)‏، هي إحدى القرى التابعة لمركز ملوي بمحافظة المنيا في جمهورية مصر العربية، كانت قديمًا المدينة الجنائزية لمدينة هيرموبوليس.

## تاريخ القرية
تعد تونة الجبل من القرى القديمة، كان اسمها بالقبطية «ⲑⲱⲛⲓ تونيه»، وورد في قوانين ابن مماتي أن اسمها «تُنِّية» وأنها من أعمال الأشمونين. في العصر الإسلامي، كانت القرية من توابع قرية دلجا، ثم انفصلت عنها سنة 933هـ/1527م، ووردت باسمها الحالي في الدواوين الحكومية منذ سنة 1230هـ/1815م.

## السكان
حسب إحصاءات سنة 2006، بلغ إجمالي السكان في تونة الجبل 16126 نسمة، منهم 8294 رجلا و 7832 امرأة.

## آثار القرية
توجد بالقرية مقابر لقردة البابون وصقور وطيور أبي منجل المقدسة للإله "تحوت"، إضافة إلى جبانة مدينة هيرموبوليس، ومقبرة بيتوسريس الكاهن الأكبر للإله تحوت المكتشفة سنة 1919م، والتي ترجع إلى القرن الرابع قبل الميلاد.

### مقبرة ومصلى إيزادورا
كانت إيزادورا شابة ثرية وجميلة تعيش في هيرموبوليس في القرن الثاني الميلادي، وقعت في حب جندي شاب من أنطينوبولس، وأرادوا الزواج. لكن أبوها رفض، لذلك قرر الشابان الهرب. لسوء حظهما، غرقت إيزادورا أثناء عبورها النيل. تم تحنيط جسدها، وقام والدها ببناء قبر متقن لها. تحتوي مقبرتها على قصيدة من 10 أسطر منقوشة باليونانية. في وقت ما بعد وفاتها، أصبح القبر مزارًا دينيًا، لا تزال بقايا إيسادورا المحنطة موجودة ومغطاة بالزجاج في ضريحها - وهو مبنى بارز في تونة الجبل.

### معارض الحيوانات المقدسة
أجرى أندريه جومبرت حفريات لمقبرة بين سنتي 1902-1903م، بتكليف من  المعهد الفرنسي للآثار الشرقية. وفي سنة 1919م، تم الإعلان عن اكتشاف قبر بيتوسيريس. وأعيد استكشافه في العام التالي بواسطة غوستاف ليفبفر. بين سنتي 1931-1951م، قام فريق من جامعة القاهرة برئاسة سامي جبرا بفحص جميع المقابر حول مقبرة بيتوسيريس، ونُقلت التحف المكتشفة إلى المتحف المصري في القاهرة. وبين سنتي 1972-1974م، كلف المعهد الأثري الألماني كل من غونتر غريم وديتر كيسلر لتوثيق مباني وآثار المقبرة في متحف ملوي. ومنذ سنة 2017م، تم اكتشاف العديد من المومياوات. وفي فبراير 2019م، تم الإعلان عن اكتشاف مقبرة فرعونية تحتوي على أكثر من 40 مومياء وآثار خزفية.